# Малинская волость (Коломенский уезд)
Малинская волость — волость на западе Коломенского уезда, между Каневским и Большим Микулиным станами. Центр — с. Малино. Впервые упоминается в духовной Великого князя Ивана Ивановича Красного (1356). Просуществовала до 1929 года.
По данным 1922 года в Малинской волости было 4 сельсовета: Борзецовский, Малинский, Марьинский и Харинский.
В 1923 году был образован Карповский с/с и упразднён Марьинский с/с.
В 1925 году были образованы Николо-Тительский и Новоселковский с/с.
В ходе реформы административно-территориального деления СССР в 1929 году Малинская волость была упразднена.

## Поселения
На территории Малинской волости располагались следующие населённые пункты. входящие ныне в Ступинский район Московской области:
- Авдулово
- Бабеево
- Белыхино
- Березенцово
- Васильевское
- Девяткино
- Дорки
- Дубнево
- Еганово
- Карпово
- Кочкарево
- Малино
- Николо-Тители
- Савельево
- Сотниково